# Josias Habrecht
Josias Habrecht (* 1552 in Schaffhausen; † 1575 in Kaiserswerth) war ein Schweizer Uhrmacher und Musikinstrumentenbauer.

## Leben und Leistungen
Geboren wurde Habrecht als Sohn des Uhrmachers Joachim Habrecht. Er absolvierte die Uhrmacherlehre bei seinem Vater in Schaffhausen. 
1570 gingen Habrecht und sein älterer Bruder Isaak nach Strassburg, wo sie bei der Schaffung der zweiten Uhr des Straßburger Münsters mitwirkten. Habrecht verliess Strassburg bereits ein Jahr vor Fertigstellung der Münsteruhr, ging zunächst für kurze Zeit nach Zürich, wo er sich verheiratete, und anschliessend nach Kaiserswerth. Hier sollte er für das Schloss des Kölner Erzbischofs und Kurfürsten Salentin von Isenburg eine Turmuhr bauen, doch bevor die Arbeiten hieran beendet waren, starb Habrecht im Alter von 23 Jahren.